# Archbald
Archbald is een plaats (borough) in de Amerikaanse staat Pennsylvania, en valt bestuurlijk gezien onder Lackawanna County.

## Demografie
Bij de volkstelling in 2000 werd het aantal inwoners vastgesteld op 6220.
In 2006 is het aantal inwoners door het United States Census Bureau geschat op 6396, een stijging van 176 (2,8%).

## Geografie
Volgens het United States Census Bureau beslaat de plaats een oppervlakte van
43,6 km², geheel bestaande uit land.

## Plaatsen in de nabije omgeving
De onderstaande figuur toont nabijgelegen plaatsen in een straal van 8 km rond Archbald.